# فانس ووكر
فانس ووكر (بالإنجليزية: Vance Walker)‏ هو لاعب كرة قدم أمريكية أمريكي، ولد في 26 أبريل 1987 في فورت ميل في الولايات المتحدة.

## وصلات خارجية
- فانس ووكر على موقع مرجع كرة القدم المحترفة.كوم (الإنجليزية)